# Arquidiócesis de Nairobi
La arquidiócesis de Nairobi (en latín: Archidioecesis Nairobiensis, en inglés: Roman Catholic Archdiocese of Nairobi y en suajili: Jimbo Kuu la Nairobi) es una circunscripción eclesiástica de la Iglesia católica en Kenia. Se trata de una arquidiócesis latina, sede metropolitana de la provincia eclesiástica de Nairobi. Desde el 28 de octubre de 2021 su arzobispo es Philip Arnold Subira Anyolo.

## Territorio y organización
La arquidiócesis tiene 3271 km² y extiende su jurisdicción sobre los fieles católicos de rito latino residentes en los condados de: Nairobi, Kiambu y Thika.
La sede de la arquidiócesis se encuentra en la ciudad de Nairobi, en donde se halla la Catedral basílica de la Sagrada Familia.
En 2019 en la arquidiócesis existían 114 parroquias.
La arquidiócesis tiene como sufragáneas a las diócesis de: Kericho, Kitui, Machakos, Nakuru, Ngong y Wote.

## Historia
La prefectura apostólica de Zanguebar fue erigida el 26 de febrero de 1860, obteniendo el territorio de la diócesis de Saint-Denis de Reunión.
El 23 de octubre de 1883 la prefectura apostólica fue elevada a vicariato apostólico.
El 16 de noviembre de 1887 cedió una parte de su territorio para la erección de la prefectura apostólica de Zanguebar Meridional (hoy arquidiócesis de Dar es-Salam) y al mismo tiempo cambió su nombre por el de vicariato apostólico de Zanguebar Septentrional.
El 11 de mayo de 1906 mediante el decreto Ex officio de la Congregación de Propaganda Fide, cedió parte de su territorio para la erección del vicariato apostólico de Zanguebar Central (hoy diócesis de Morogoro).
El 21 de diciembre de 1906 cambió su nombre por el de vicariato apostólico de Zanzíbar.
En 1924 el Reino Unido cedió a Italia Jubalandia, que en 1926 fue incorporada a la Somalia italiana. El 24 de mayo de 1929, mediante el breve Quae catholicae del papa Pío XI cedió Jubalandia al vicariato apostólico de Mogadiscio (hoy diócesis de Mogadiscio).
El 25 de marzo de 1953 el vicariato apostólico fue elevado al rango de arquidiócesis metropolitana de Nairobi con la bula Quemadmodum ad Nos del papa Pío XII.
Posteriormente cedió otras porciones de territorio para la erección de nuevas circunscripciones eclesiásticas:
- la diócesis de Mombasa y Zanzíbar (hoy arquidiócesis de Mombasa) el 8 de mayo de 1955 mediante la bula Ea sanctissima del papa Pío XII;[4]
- la prefectura apostólica de Kitui (hoy diócesis de Kitui) el 20 de febrero de 1956 mediante la bula Quoniam superna del papa Pío XII;[5]
- la prefectura apostólica de Ngong (hoy diócesis de Ngong) el 20 de octubre de 1959 mediante la bula Exsultat Sancta Mater del papa Juan XXIII;[6]
- la diócesis de Nakuru el 11 de enero de 1968 mediante la bula Quam curam del papa Pablo VI;[7]
- la diócesis de Machakos el 29 de mayo de 1969 mediante la bula Antiquarum Africae del papa Pablo VI.[8]

## Estadísticas
Según el Anuario Pontificio 2020 la arquidiócesis tenía a fines de 2019 un total de 3 829 700 fieles bautizados.
| Año                                                                             | Población            | Población | Población      | Sacerdotes | Sacerdotes    | Sacerdotes    | Bautizados por sacerdote | Diáconos permanentes | Religiosos | Religiosos | Parroquias |
| Año                                                                             | Bautizados católicos | Total     | % de católicos | Total      | Clero secular | Clero regular | Bautizados por sacerdote | Diáconos permanentes | Varones    | Mujeres    | Parroquias |
| ------------------------------------------------------------------------------- | -------------------- | --------- | -------------- | ---------- | ------------- | ------------- | ------------------------ | -------------------- | ---------- | ---------- | ---------- |
| 1949                                                                            | 54 601               | 1 238 093 | 4.4            | 83         |               | 83            | 657                      |                      | 83         | 120        |            |
| 1970                                                                            | 174 806              | 780 000   | 22.4           | 102        | 13            | 89            | 1713                     |                      | 103        | 319        | 43         |
| 1980                                                                            | 423 315              | 1 582 421 | 26.8           | 179        | 34            | 145           | 2364                     |                      | 342        | 388        | 40         |
| 1990                                                                            | 695 330              | 2 472 000 | 28.1           | 278        | 63            | 215           | 2501                     |                      | 581        | 596        | 58         |
| 1999                                                                            | 1 007 150            | 4 000 936 | 25.2           | 618        | 136           | 482           | 1629                     |                      | 1483       | 1108       | 71         |
| 2000                                                                            | 1 008 500            | 4 001 900 | 25.2           | 624        | 142           | 482           | 1616                     |                      | 1402       | 1129       | 76         |
| 2001                                                                            | 1 009 200            | 4 002 600 | 25.2           | 627        | 145           | 482           | 1609                     |                      | 1251       | 1161       | 77         |
| 2002                                                                            | 1 010 200            | 4 006 100 | 25.2           | 661        | 148           | 513           | 1528                     |                      | 1373       | 1179       | 79         |
| 2003                                                                            | 1 218 100            | 4 010 100 | 30.4           | 542        | 174           | 368           | 2247                     |                      | 1261       | 1019       | 87         |
| 2004                                                                            | 1 228 100            | 4 020 100 | 30.5           | 478        | 104           | 374           | 2569                     |                      | 1290       | 1034       | 90         |
| 2013                                                                            | 2 911 099            | 4 687 481 | 62.1           | 587        | 166           | 421           | 4959                     |                      | 1340       | 1384       | 105        |
| 2016                                                                            | 2 995 277            | 5 364 541 | 55.8           | 638        | 178           | 460           | 4694                     |                      | 1329       | 1792       | 110        |
| 2019                                                                            | 3 829 700            | 7 437 000 | 51.5           | 715        | 190           | 525           | 5356                     |                      | 1634       | 3151       | 114        |
| Fuente: Catholic-Hierarchy, que a su vez toma los datos del Anuario Pontificio. |                      |           |                |            |               |               |                          |                      |            |            |            |

## Episcopologio
- Armand-René Maupoint † (1862-10 de julio de 1871 falleció)
- Antoine Horner, C.S.Sp. † (1872-1882 renunció)
- Jean-Marie-Raoul Le Bas de Courmont, C.S.Sp. † (23 de noviembre de 1883-27 de noviembre de 1896 renunció)
- Emile-Auguste Allgeyer, C.S.Sp. † (17 de febrero de 1897-3 de abril de 1913 renunció)
- John Gerald Neville, C.S.Sp. † (1 de septiembre de 1913-8 de marzo de 1930 renunció)
  - Sede vacante (1930-1932)
- John Heffernan, C.S.Sp. † (15 de marzo de 1932-7 de junio de 1945 renunció)
- John Joseph McCarthy, C.S.Sp. † (11 de julio de 1946-24 de octubre de 1971 retirado)
- Maurice Michael Otunga † (24 de octubre de 1971 por sucesión-21 de abril de 1997 renunció)
- Raphael Simon Ndingi Mwana'a Nzeki † (21 de abril de 1997-6 de octubre de 2007 retirado)
- John Njue (6 de octubre de 2007-4 de enero de 2021 retirado)[nota 2]
- Philip Arnold Subira Anyolo, desde el 28 de octubre de 2021